# Lijst van leden in de Orde van Leopold II
Dit is een lijst van leden in de Orde van Leopold II die een artikel op de Nederlandstalige Wikipedia hebben.

## Dragers in België
De koninklijke bevorderingen worden op voordracht van de federale Regering en de Vlaamse Regering gepubliceerd in het Belgische Staatsblad. De minister van Buitenlandse Zaken is belast met de uitvoering van de Koninklijke Besluiten.
Deze worden gegeven aan personen wier inzet gedurende vele jaren voor hun land, waarbij zij de belangen van de bevolking hebben behartigd. Uitzonderlijk worden ook eretekens gegeven voor de uitzonderlijke verdiensten bewezen aan Zijne Majesteit de Koning.
Dit kan gaan over rijkspersoneel, ambassadeurs, politici maar ook aan verschillende stedelijke ambtenaren en mandatarissen en zelfs leerkrachten. De Orde wordt ex officio uitgedeeld, zonder toestemming te vragen van de begunstigde.
Internationaal worden eretekens van deze Orde negatief beschouwd, een smet voor de drager ervan.

### Grootkruis
- Prinses Marie van Denemarken
- Baron Francois Englert, Nobelprijs 2013. KB 23 maart 2014
- Ridder François-Xavier de Donnea, lid van de Kamer van volksvertegenwoordigers KB 5 juni 2007
- Burggraaf Mark Eyskens eerste minister, minister van Staat. KB 11 mei 2003
- graaf Gatien du Parc Locmaria, Gouverneur van de Koninklijke Prinsen.
- Antoine Duquesne, minister, minister van Staat KB 6 juni 2009
- Raymond Langendries, minister, minister van Staat KB 6 juni 2009
- Didier Gosuin, tweede vicevoorzitter, lid van het Brusselse Hoofdstedelijk Parlement
- Anne-Marie Corbisier-Hagon, CDH-fractieleider KB 6 juni 2009
- Anne-Marie Lizin, senator en voorzitster van de Senaat KB 5 juni 2007
- Luc Van den Brande, senator KB 5 juni 2007
- Armand De Decker senator-voorzitter van de Senaat KB 11 mei 2003
- Louis Tobback, senator, minister van Staat. KB 11 mei 2003
- Karel Van Miert, gewezen Europees commissaris KB 29 april 2001
- André Bourgeois, senator
- Roger Lallemand, senator
- Antoinette Spaak, minister van Staat, KB 9 juni 1999
- Louis Michel
- Patrick Dewael
- Francis Delpérée, bureaulid van de Kamer van volksvertegenwoordigers
- Charles Michel, eerste minister
- Johan Vande Lanotte, lid van de Kamer van volksvertegenwoordigers, gewezen vice-eersteminister en minister
- Eric Van Rompuy, 2019
- Jacques Brotchi, 2019
- Marie Arena, 2019, lid van het Europees Parlement, gewezen minister-president van de Franse Gemeenschap en gewezen minister.

### Commandeur
- monseigneur Georges Colle, koninklijk aalmoezenier.
- Karel Anthonissen, ambtenaar, KB van 26 maart 2005 (ongevraagd toegekend, nooit aanvaard)
- Graaf Paul Buysse, KB van 20 februari 2001
- Olivier Chastel, staatssecretaris voor Europese Zaken, KB van 6 juni 2010
- Carl Devlies, staatssecretaris voor de Coördinatie van de fraudebestrijding, KB van 6 juni 2010
- Carol Duval-Leroy, Franse ondernemer van Belgische afkomst, 2013
- Jan Fabre, kunstschilder, 2007
- Bruno Tuybens, staatssecretaris voor Overheidsbedrijven, KB van 6 juni 2010
- Melchior Wathelet, staatssecretaris voor Begroting KB van 6 juni 2010
- Brigitte Grouwels, staatssecretaris van de Brusselse Hoofdstedelijke Regering
- Vincent Van Quickenborne, KB 5 juni 2007
- Zuhal Demir, 2019 - terug ingetrokken op haar eigen verzoek[3]

### Grootofficier
- Graaf John Cornet d'Elzius, adviseur prins Filip. KB 3 augustus 2012
- Edouard Vermeulen, modeontwerper van het modehuis Natan
- Etienne Schouppe, staatssecretaris voor Mobiliteit
- Theo Francken, lid van de Kamer van volksvertegenwoordigers en staatssecretaris
- Bianca Debaets, staatssecretaris van de Brusselse Regering
- Bruno De Lille, staatssecretaris van de Brusselse Regering
- Roger Lambrechts, hoogleraar Université catholique de Louvain
- Suzanne Leclercq, paleontoloog

### Officier
- Werner-Édouard de Saeger van Nattenhaesdonck, Belgisch professor en militair. KB van 14 januari 2021.
- Adrien Bressers, architect.

### Ridder
- Anne De Liedekerke, Belgisch beeldhouwer en verzetsstrijder
- Gerard Storm, Belgisch politicus van socialistische strekking. Bij KB van 29 april 1986.

## Dragers in het Koninkrijk der Nederlanden

### Commandeur
- Léon Lhoëst (1968) chemisch ingenieur, directeur, industrieel[5]
- Kees Raedts (1971) mijnbouwkundig ingenieur, directeur, politicus en historicus[6]
- René Römer (1986) Curaçaos socioloog, antilleanist en Gouverneur van de Nederlandse Antillen

### Grootofficier
- Saskia Stuiveling (2001) politica en bestuurder[7]